# Château de Saint-Félix-Lauragais
Le château de Saint-Félix-Lauragais est situé en France sur la commune de Saint-Félix-Lauragais, en région Occitanie.

## Histoire
La première mention du castellum de Saint-Félix apparaît vers 1035 dans un hommage de son seigneur, Guillaume, vassal du de Bernard Aton III, vicomte d'Albi et de Nîmes, et à son frère Frotaire, évêque de Nîmes. Ce dernier était lui-même vassal du comte de Toulouse et aussi du comte de Barcelone, en 1076. Le castellum est cité jusqu'en 1242.
Le catharisme se développe dans la région. En 1167 les Cathares se seraient réunis ici au synode de Saint-Félix sous la présidence du pope Nicétas évêque des Bogomiles. Il aurait consolé les évêques cathares du nord de la France, Lombardie, Toulouse, Albi, Agen et Carcassonne. Le Lauragais est touché par la croisade des albigeois. La région est prise et reprise par Simon de Montfort et le comte de Toulouse. Le dernier descendant des Saint-Félix a testé en faveur de Roger-Bernard II de Foix. Pour en faire son allié, le comte de Toulouse, Raymond VII de Toulouse, lui fait don, en 1226, de ses droits dans la castellum et y ajoute la châtellenie qui en dépendait, mais comme le comte de Toulouse retenait toujours le castellum en 1242, le comte de Foix l'a abandonné à la veille de la bataille de Taillebourg. Par la paix de Lorris, signée le 30 octobre 1242, entre Raimond VII et Louis IX, le comte de Toulouse cède pour cinq ans  le castrum de Laurac et l'ensemble du Lauragais. Conformément au clauses du traité de Meaux de 1229, il s'est engagé à construire des places ouvertes, sans défenses. Il confie leur construction à Sicard Alaman. Le comte de Toulouse, se considérant comme seul seigneur de Saint-Félix, accorde une charte de coutume aux habitants d'un castel qui a été construit peu avant, probablement à l'emplacement du village actuel. Raymond VII a récupéré ses droits sur le Lauragais en 1247. Après l'échec de la tentative de Raimond II Trencavel pour reprendre la vicomté de Carcassonne, le comte de Toulouse reprend ses droits sur Saint-Félix. Raymond VII meurt à Millau en 1249.
Le plan du castelnau de Saint-Félix est identique à tous ceux construits par Sicard Alaman avec deux rues parallèles et le nouveau château implanté à l'extrémité du bourg que l'on retrouve à Tournon-d'Agenais ou Castelnau-de-Montmiral.
Après le mort d'Alphonse de Poitiers, en 1271, le Lauragais retourne au roi de France. Jusqu'en 1320, Saint-Félix est alors le siège d'une baylie royale dont la juridiction s'étend sur une vingtaine de localités et d'une cour de justice.
En 1317, le pape Jean XXII fonde la collégiale Saint-Félix. Deux ans plus tard, le frère du pape, Pierre Duèze, obtient du roi Philippe V la donation en plusieurs temps, pour lui-même et son fils Arnaud, des terres de Saint-Félix, Montaigu, Roumens et Calmon. Il a acheté, entre 1319 et 1322, à Bernard de Lautrec, la vicomté de Carmain (Caraman, Haute-Garonne). Saint-Félix prend alors le nom de Saint-Félix de Caraman. Pierre Duèze ne semble pas avoir quitté la cour pontificale à Avignon et n'a pas résidé au château de Saint-Félix. Ses propriétés passèrent à son fils Arnaud Duèze qui est venu dans le Lauragais après la mort de son oncle, Jean XXII, en 1334.
Peu de documents permettent de suivre la construction du château de Saint-Félix. Dans l'article paru dans Monuments du Toulousain et Comminges du Congrès archéologique de France de 1996, les auteurs distinguent, à partir des données historiques et archéologiques, six phases de construction entre le milieu du XIIIe siècle et le XIVe siècle :
- la première phase de construction comprend la chapelle qui se trouve dans l'aile ouest du château, la porte nord dont il ne reste qu'un fragment de mur encastré dans l'angle nord-ouest du château et le portail monumental. Cette première phase de construction a été réalisée vers 1245 sans pouvoir préciser si elle a été commencée pendant l'occupation par le représentant du roi de France, entre 1243 et 1245, ou après 1245 par Sicard Alaman au nom de Raymond VII.
- la seconde phase de construction comprend le front est du grand logis et le donjon. Ces constructions datent du XIIIe siècle.
- la troisième phase de construction correspond au front nord et à la tour nord.
- dans la quatrième phase de construction a été réalisée la façade de briques du petit logis sur cour de l'aile nord au XIIIe siècle.
- C'est probablement Arnaud Duèze qui a entrepris de faire du château initial un château résidentiel à partir de 1333 en élevant la tour des gardes et le front ouest dans la cinquième phase de construction.
- la sixième phase de construction correspond au réaménagement du château en résidence. Les logis médiévaux ont été organisés sur un plan rectangulaire autour d'une cour, reprenant le plan de palais urbains comme on peut le voir dans les livrées cardinalises ou au palais Duèze du XIVe siècle.

Saint-Félix est resté la propriété de la famille Duèze jusqu'au XVIIe siècle.

## Protection
Le château est inscrit au titre des monuments historiques le 14 avril 1994 .